# Eryngium chubutense
Eryngium chubutense är en flockblommig växtart som beskrevs av Franz Friedrich Wilhelm Neger och Per Karl Hjalmar Dusén. Eryngium chubutense ingår i släktet martornar, och familjen flockblommiga växter. Inga underarter finns listade i Catalogue of Life.